# Leucocelis elegans
Leucocelis elegans är en skalbaggsart som beskrevs av Hermann Julius Kolbe 1895. Leucocelis elegans ingår i släktet Leucocelis och familjen Cetoniidae. Inga underarter finns listade i Catalogue of Life.